# Лозано-Хеммер, Рафаэль
Рафаэль Лозано-Хеммер (исп. Rafael Lozano-Hemmer; род. 17 ноября 1967 года, Мехико) ― мексиканско-канадский художник и архитектор.

## Биография
Рафаэль Лозано-Хеммер родился в Мехико в 1967 году. В 1985 году он эмигрировал в Канаду. Сначала поступил в Университет Виктории, но затем перевёлся в Университет Конкордии в Монреале, который окончил со степенью бакалавра химии. Отцом Лозано-Хеммера был владелец ночного клуба в Мехико, и хотя с юных лет будущий художник увлекался наукой, он не мог удержаться от участия в творческой деятельности, в которую были вовлечены многие его друзья. Первоначально Лозано-Хеммер работал в лаборатории молекулярных исследований в Монреале публиковался в журналах по химии. Хотя он и оставил свои занятия наукой, этот опыт во многих отношениях повлиял на его творчество: благодаря ему он обрёл вдохновение видение того, какими подходами ему следует пользоваться при создании творческих произведений. В целом творчество Лозано-Хеммера можно охарактеризовать как смесь интерактивного искусства и исполнительского искусства. 

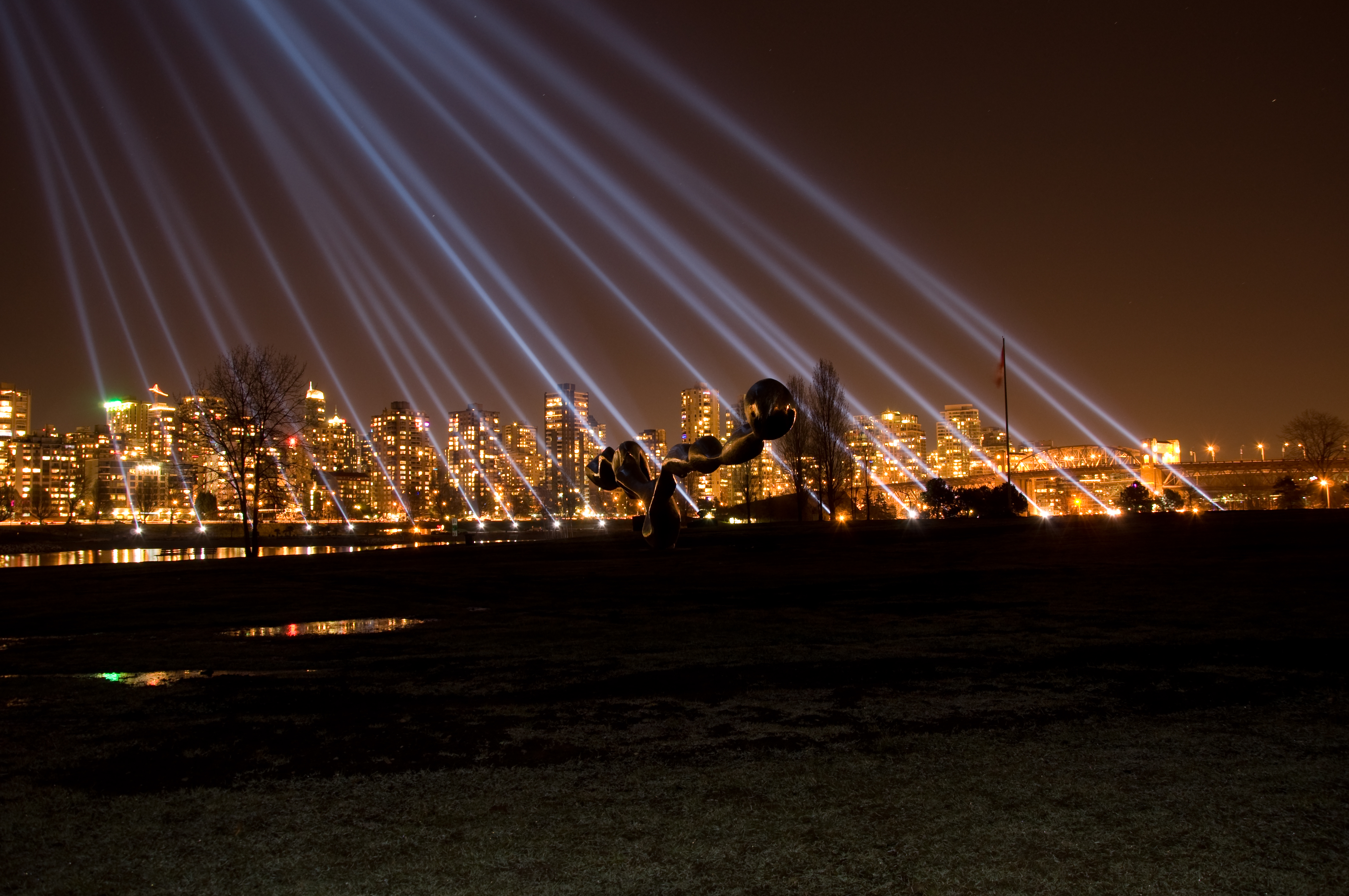
Векторное возвышение (Ванкувер, 2010)

В 1999 году он создал инсталляцию Alzado Vectorial (или Vectorial Elevation, «Векторное возвышение»), участники которой направляли прожекторы над центральной площадь в Мехико. Инсталляция была повторена в Витории-Гастейс в 2002 году, в Лионе в 2003 году, в Дублине в 2004 году и в Ванкувере в 2010 году. В 2007 году Лозано-Хеммер стал первым артистом, официально представившим Мексику на Венецианской биеннале, выступив со своей персональной выставкой в Palazzo Soranzo Van Axel. В 2006 году его работа «33 Questions Per Minute» была приобретена Музеем современного искусства в Нью-Йорке. Subtitled Public (2005) хранится в галерее Тейт в Соединённом Королевстве.
Лозано-Хеммер наиболее известен своими театральными интерактивными инсталляциями, которые представлены в общественных местах по всей Европе, Азии и Америке. Используя достижения робототехники, компьютерную графику, кинопроекции, позиционный звук, интернет-каналы, интерфейсы сотовых телефонов, видео- и ультразвуковые датчики, светодиодные экраны и другие устройства, художник в своих инсталляциях стремится прервать рутинное течение городской жизни, предоставляя платформу для приобщения к искусству. Небольшие скульптурные и видео-инсталляции Лозано-Хеммер посвящены темами восприятия, обмана и негласного наблюдения.
По состоянию на 2015 год художник живёт и работает попеременно в Монреале и Мадриде.